# アトランティック・チャンピオンシップ

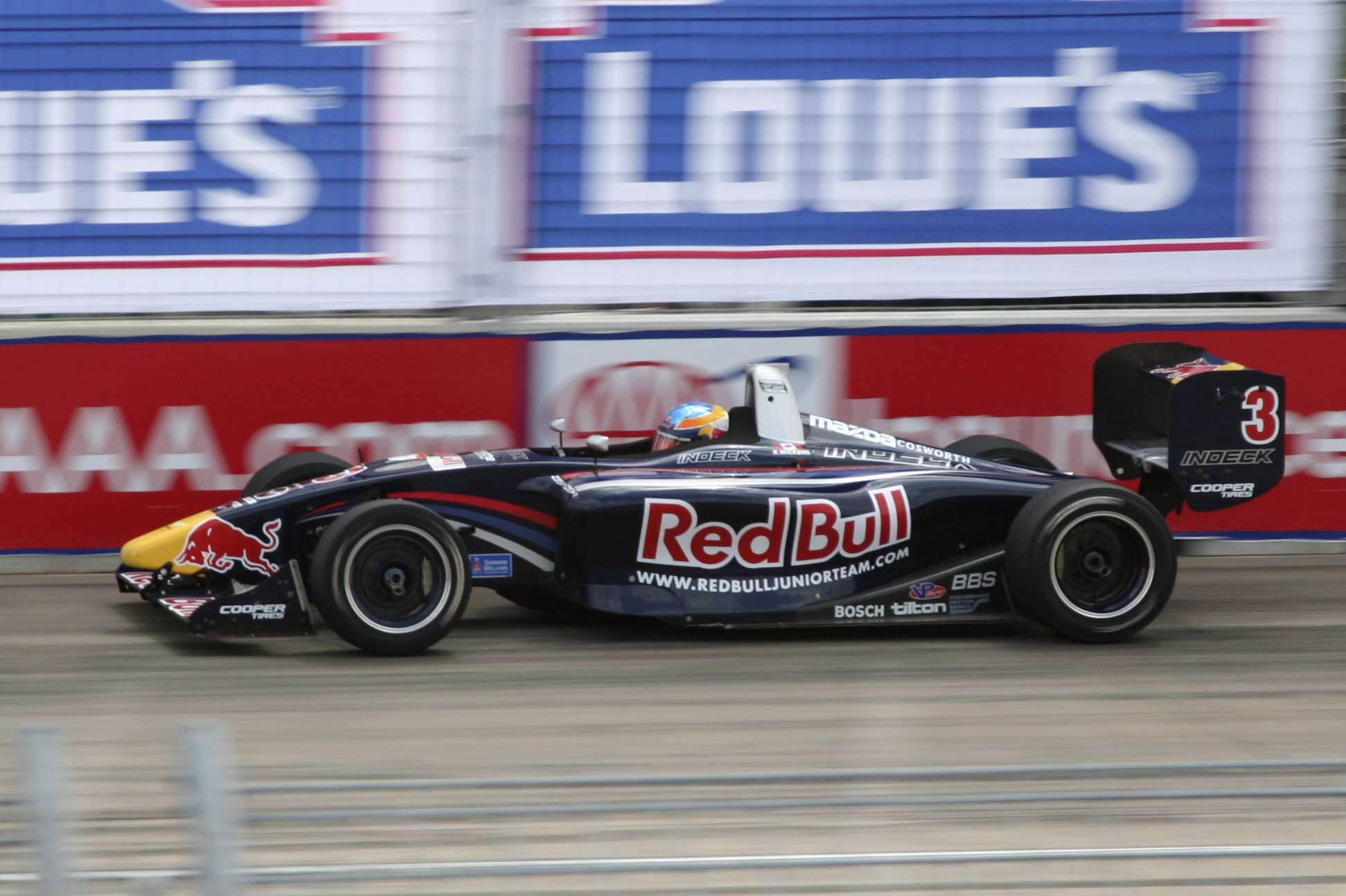
チャンプカー・アトランティック（2007年）

アトランティック・チャンピオンシップ（Atlantic Championship）は、アメリカ合衆国を中心に北米大陸を転戦して行われている、フォーミュラカー（オープンホイール）によるレースシリーズ。

## 概要

### 2009年まで
1974年に「フォーミュラ・アトランティック」としてシリーズが発足。1980年代から2000年代にかけてチャンプカー・ワールド・シリーズのステップアップカテゴリーとして機能した。1989年からトヨタ自動車がこのクラスのタイトルスポンサーとなり、当時は「トヨタ・フォーミュラ・アトランティックシリーズ」と呼ばれていた。当時のエンジンはTRD（トヨタ・レーシング・ディベロプメント）が供給する4A-GEエンジン（240馬力、4シリンダー、1.6リッター、フューエルインジェクション、ツインカム）が使われた。2004年にはCARTから変わったチャンプカーがシリーズを認可した。
2006年よりタイトルスポンサーがマツダ、エンジン供給をコスワースが担当することとなり、シリーズ名称も「ヨコハマ・プレゼンツ・チャンプカー・アトランティック・パワード・バイ・マツダ」に変更された。その後2008年に上位カテゴリーであるチャンプカーが消滅したため、シリーズ名称を現在の「アトランティック・チャンピオンシップ」としている。タイヤは2006年まで横浜ゴムが供給していたが、2007年よりクーパーが供給していた。
しかしリーマン・ショック以降の景気低迷の影響を受け、主催者は2010年3月に同年のシリーズを開催しないことを発表。翌2011年も開催されなかった。

### 2012年以降
2012年にスポーツカークラブ・オブ・アメリカ（SCCA）の子会社、SCCA・プロレーシング主催で「SCCAプロ・レーシング・アトランティック・チャンピオンシップ・シリーズ」として復活。この際はワンメイクではなく、過去に同シリーズで使用されたマシン（ラルト・RT41/トヨタ、スウィフト・014/トヨタ、スウィフト・016/マツダ等）の混走で争われている。タイヤは、フージャーとなった。
2013年はシリーズが中止されたが、2014年より再度シリーズが復活。メインシリーズがスウィフト・016/マツダのワンメイクとなった一方で、旧型シャシーによる「Atlantic Challenge」シリーズが併催されている。2016年からはメインシリーズにホンダがエンジン供給を開始し、マツダと争う形となる予定。